# Schoonrijden

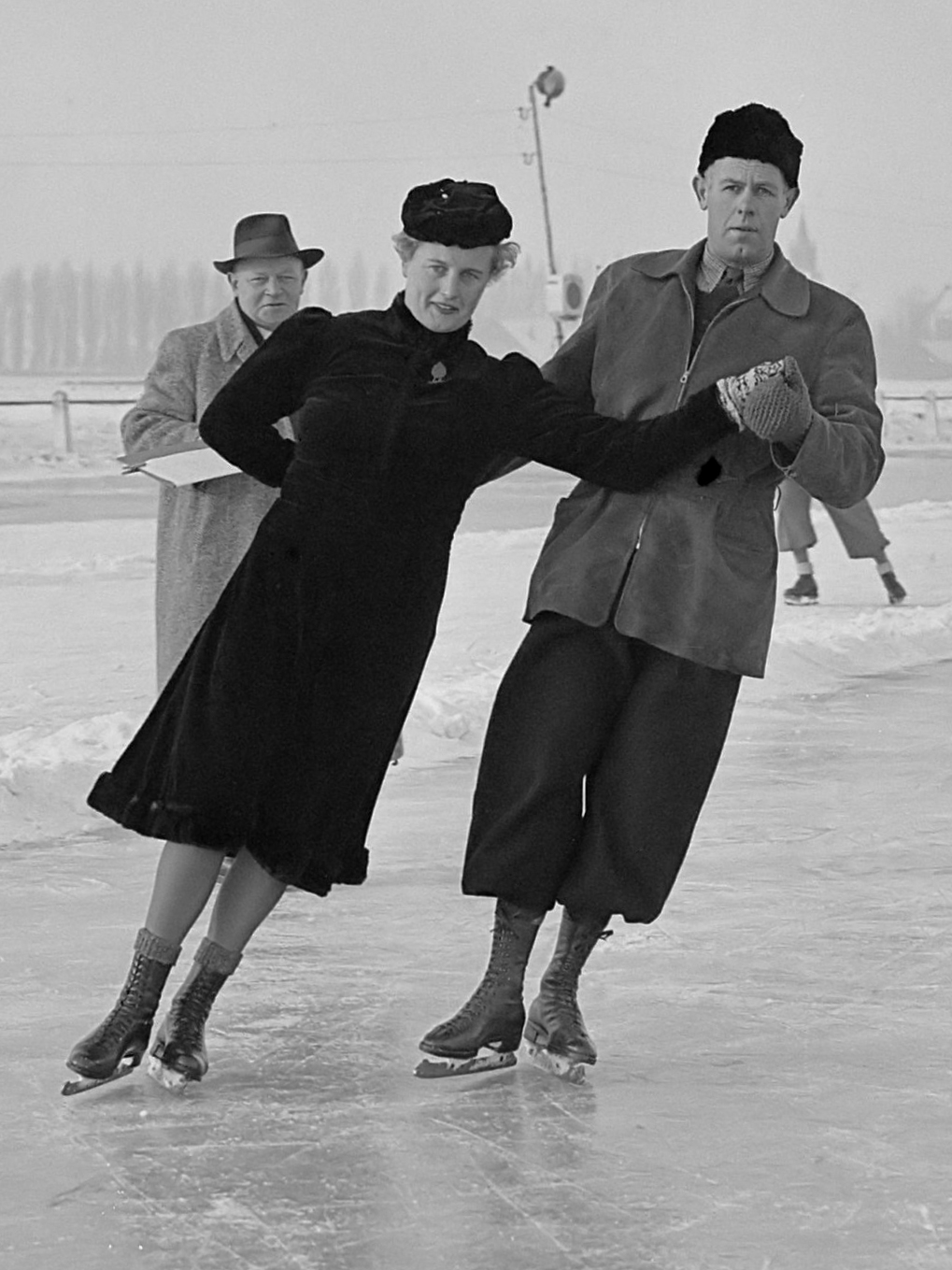
Kampioen van Noord-Holland mejuffrouw Molenaar en meneer Wesseloo (1950)

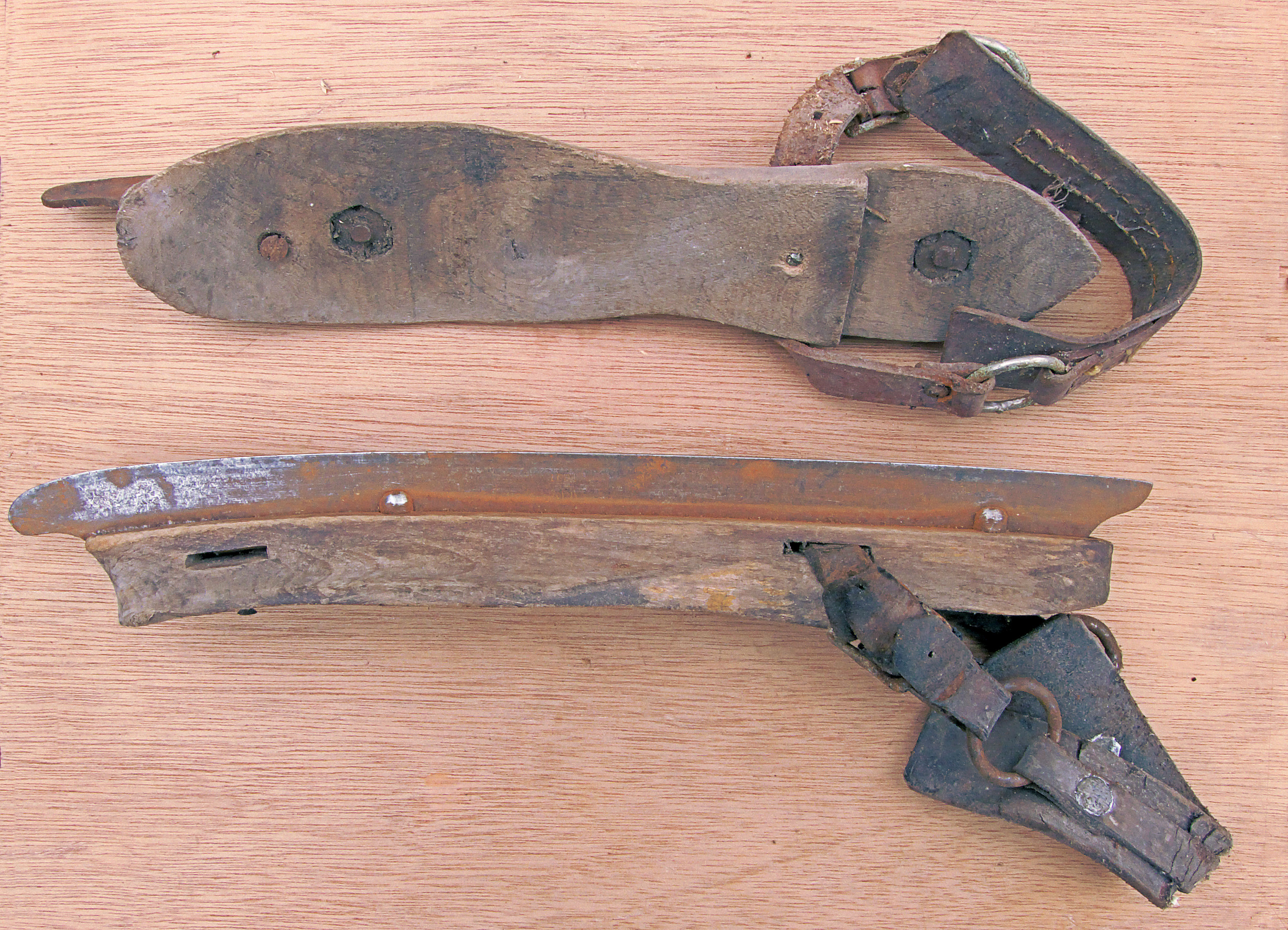
Oude houten rondrijschaatsen, die aan de voorkant onder de schoen gebonden worden met linten of leren riemen en gebruikt werden voor het zwieren.

Schoonrijden (vaak wel zwieren genoemd) is een typische Nederlandse manier van schaatsen die ontstond rond 1875 in Noord-Holland.
Bij schoonrijden gaat het erom om een zo fraai mogelijk schaatsslag te laten zien. Het is de bedoeling dat men op de buitenkant van het schaatsijzer bogen schaatst in een rustige, gelijkmatige slag. Het schoonrijden werd voornamelijk beoefend in Brabant en Holland. Dat past bij het beeld dat van het traditionele schaatsen in Holland en Friesland bestaat. Immers, de Friezen hebben altijd de nadruk gelegd op hardrijden (vooral kortebaan). Daarvoor zijn schaatsen nodig met lange, smalle, rechtgeslepen ijzers. Voor het zwieren zijn juist schaatsen met korte, brede, rond geslepen ijzers nodig. De Hollandse krulschaatsen waren daarom bij uitstek zwierschaatsen.
Begin twintigste eeuw werden voor het eerst wedstrijden in het schoonrijden verreden. De deelnemers moesten de jury laten zien dat ze de slag volledig beheersten en dat zonder moeite fraaie bogen konden schaatsen. Tegenwoordig wordt het schoonrijden nog slechts als een folkloristische bezigheid beschouwd.
De Landelijke Vereniging van Schoonrijders (LVS) behartigt de belangen van het schoonrijden.
Sinds 1 november 2012 is Ard Schenk ambassadeur van het schoonrijden.
Op 26 april 2013 werden Ad en Ineke Augustinus beide koninklijk onderscheiden voor hun uitzonderlijke verdiensten voor het schoonrijden in Nederland. Het echtpaar is nu lid in de Orde van Oranje-Nassau.
Sinds 6 november 2013 staat het schoonrijden op de nationale erfgoedlijst van het Nederlands Centrum voor Volkscultuur en Immaterieel Erfgoed.

## Nederlands kampioenschap
In 1895 werd het eerste NK schoonrijden voor paren gehouden. De wedstrijd werd in Deventer gehouden en J.G. de Boom-Van Hasselt en Jac. Mensen werden de eerste Nederlands kampioenen. In 1902 werd in Zwolle het eerste NK voor vrouwen gehouden en in 1906 werd daar ook het eerste NK voor mannen gehouden. Het Nederlands kampioenschap bestaat nog altijd en wordt jaarlijks gehouden.